# Церква Святого Медарда та Святого Гільдарда
Церква Святого Медарда та Святого Гільдарда (англ. St Medardus and St Gildardus Church) — англіканський храм у Літл Байтамі (Лінкольншир).
Церква присвячена двом католицьким святим — Медарду та Гільдарду, які, за легендою, були братами-близнюками. Хоча у Франції ці святі дуже популярні, у Великій Британії їм присвячено лише цей храм.

## Історія
Будівництво церкви велося довгий час, починаючи з VII століття. В її архітектурі проглядаються п'ять різних стилів, що належать до різних періодів. Найраніший з них — англосаксонський; до цього періоду відносяться, зокрема, вівтарні двері та вирізані над ними птахи (ймовірно, орли: атрибут святого Медарда). Є також елементи норманського періоду, серед яких тимпан і нижня частина вежі.
Подальше розширення та прикрашання церкви велося аж до XVII століття. Для будівництва використовували місцеві матеріали: вапняк, тесаний камінь, сланець.
Нині церква діє. 1990 року їй надано статус охоронюваної архітектурної пам'ятки.
Поруч із церквою розташований цвинтар. Серед інших пам'ятників на ньому є кам'яний хрест на згадку про жертви Першої та Другої світових воєн.